# Эль-Уаер, Шокри
Шокри Эль-Уайнер (араб. شُكري الواعر‎; 15 августа 1966, Тунис (город), Тунис) — тунисский футболист, вратарь. Выступал за сборную Туниса. Серебряный призёр Кубка африканских наций 1996 года.

## Карьера

### Клубная
Практически всю свою карьеру провел в клубе "Эсперанс". За него в первенстве страны Эль-Уайнер провел без малого 500 игр. В 2001 году голкипер на некоторое время перешёл в клуб итальянской Серии B "Дженоа". За команду он сыграл 5 раз, после чего вернулся в "Эсперанс", в составе которого вратарь завершил свою карьеру.

### Международная
Шокри Эль-Уайнер выступал за сборную Туниса с 1991 по 2007 год. В её составе голкипер участвовал в нескольких розыгрышах континентальных и на чемпионате мира 1998 года во Франции. В 1996 году вратарь выступал за национальную команду на Летних Олимпийских играх в Атланте. В этом же году Эль-Уайнер выиграл серебряную медаль на Кубке африканских наций в ЮАР.

## Достижения

### Клубные
- Обладатель Африканского Кубка Чемпионов (1): 1994
- Обладатель Кубка обладателей Кубков КАФ (1) : 1998
- Обладатель Кубка КАФ (1): 1997
- Обладатель Суперкубка Кубка КАФ (1): 1995
- Обладатель Арабский Кубок Чемпионов (1): 1993
- Чемпион Туниса (10) : 1987/88, 1988/89, 1990/91, 1992/93, 1993/94, 1997/98, 1998/99, 1999/00, 2000/01, 2001/02
- Обладатель Кубка Туниса (5) : 1986, 1989, 1991, 1997, 1999
- Обладатель Суперкубка Туниса (1): 1994

### Международные
- Серебряный призёр кубка африканских наций (1): 1996